# مزایای پایان خدمت
مزایای پایان خدمت عبارت است از حقوق و مزایایی که کارکنان یک شرکت در قبال ترک کار دریافت می‌کنند که می‌تواند شامل موارد زیر باشد:
- باز خرید سنوات خدمت
- حق مرخصی استفاده نشده
- مزایای بیمه درمانی
- حقوق بازنشستگی
- سهام یا حق تقدم سهام شرکت
- کمک برای یافتن کار جدید مانند معرفی به یک بنگاه کاریابی یا کمک در نوشتن یک رزومه کاری

مزایای پایان خدمت معمولاً به شخصی که بازخرید یا بازنشسته شده است، پرداخت می‌شود. مزایای پایان خدمت به منظور حمایت از شخصی که به تازگی بیکار شده‌است پرداخت می‌شود، خواه این شخص استعفاء داده باشد یا اخراج شده باشد. ممکن است شرکتها آیین‌نامه‌های خاصی برای این کار تدوین کرده باشند ولی در اغلب کشورها قوانین و مقررات قانونی سختگیرانه در ارتباط با آن وجود دارد.

## مزایای پایان خدمت در ایران
مطابق ماده ۳۱ قانون کار ایران چنانچه خاتمه قرارداد کار به لحاظ از کارافتادگی کلی یا بازنشستگی کارگر باشد، کارفرما باید بر اساس آخرین مزد کارگر به نسبت هر سال سابقه خدمت، حقوقی به میزان ۳۰ روز مزد به وی پرداخت نماید.